# My Hats Collection
My Hats Collection è il terzo album di raccolta del gruppo musicale canadese Men Without Hats, pubblicato il 6 giugno 2006.
Nel 2008 l'album è stato ripubblicato con il titolo The Silver Collection.

## Tracce
1. The Safety Dance – 2:45
2. Living in China – 3:04
3. Antarctica – 3:27
4. I Got the Message – 4:41
5. I Like – 4:13
6. Where Do the Boys Go? – 3:46
7. Freeways (Euromix) – 5:47
8. Editions of You – 3:56
9. Pop Goes the World – 3:46
10. Tomorrow Today – 3:56
11. Gravity Is My Enemy – 3:42
12. Heaven – 3:43
13. The Safety Dance (extended version) – 4:34
14. Where Do the Boys Go? (extended version) – 6:17

### The Silver Collection
1. The Safety Dance
2. Nationale 7
3. I Like
4. Where Do the Boys Go?
5. Pop Goes the World
6. The Jeannie Becker interview (1983)